# Kornjače (porodica)
Kornjače su porodica u redu kornjača i podredu . Red kornjača ima četrnaest izumrlih porodica. Taj reptilski red je poznat kao kornjače. Podred Cryptodira (grčki: skriveni vrat) je podred Testudines koji sadrži većinu postojećih kornjača. Podred Cryptodira se razlikuje od Pluerodia (kornjače bočnog kretanja vrata) po tome što njegovi pripadnici spuštaju svoje vratove i povlače glave pravo unazad pod oklope, umesto da savijaju svoje vratove na stranu zajedno sa telom pod oklopom. Pripadnici reda Testudines su među najstarijim postojećim reptilima. Kornjače su zaštićene od predatora pomoću svog oklopa. Gornji deo oklopa se naziva karapaks, donji deo plastron, i oni su povezani mostom.
Karapaks je spojen s kičmom i grudnim košem, i kornjače su jedinsvene među kičmenjacima po tome što su ramenski i zdelični pojasi unutar grudnog kiša, umesto izvan. Kornjače mogu da variraju u pogledu dimenzija od nekoliko centimetara do dva metra. One su obično diurnalne životinje sa tendencijama da budu krepuskularne u zavisnosti od temperature okruženja. One su generalno usamljeničke životinje. Kornjače su najduže živeće postojeće kopnene životinje na svetu, mada je najduže živuća vrsta kornjača stvar rasprave. Za galapagoske kornjače je poznato da žive preko 150 godine, a jedna aldabranska džinovska kornjača nazvana Advejta je verovatno najduže živela sa procenjenih 255 godina. Generalno, većina vrsta kornjača može da živi 80–150 godina.

## Taksonomija
Ovaj spisak vrsta u velikoj meri sledi van Dajka et al. (2014) i Rodina et al. (2015).
[[Датотека:Ergilemys insolitus.jpg|thumb|Fosil izumrle 
Familija Testudinidae Batsch 1788
- 1957:166[5]
  - -{Aldabrachelys gigantea, aAldabranska džinovska kornjača.
  - † , kasni holocen, izumrla oko 1200
  - † , kasni holocen, izumrla oko 884
- , 1873:4[6]
  - , zračena kornjača
  - , angonoka kornjača, (Madagaskarska) raona kornjača
- 1872:5[7]
  - , afrička mamuzna kornjača, salkata kornjača
- -{Chelonoidis- Fitzinger} 1835:112[8]
  - † Chelonoidis alburyorum Abako kornjača, kasni pleistocen, izumrla oko 550. p. n. e..
  - , crvenonoga kornjača
  - , čako kornjača, argentinska kornjača ili južna šumska kornjača
  - , brazilska gigantska kornjača, žutonoga kornjača
  - † Chelonoidis lutzae Licova gigantska kornjača, kasni pleistocen
  -  kompleks:[9]
    - † , gigantksa kornjača sa Pinta ostrva, gigantksa kornjača sa Abingdon ostrva (izumrla)
    - , gigantska kornjača sa Vulfovog vulkana, gigantska kornjača sa Kejp Berklija
    - , gigantska kornjača sa San Kristobala, gigantska kornjača sa Čatam ostrva
    - , gigantska kornjača San Salvadora, gigantska kornjača Džejmsovog ostrva
    - , gigantska kornjača Pinzona, gigantska kornjača Dankanovog ostrva
    - , gigantska kornjača Espanole, gigantska kornjača Hudovog ostrva
    - † , gigantska kornjača Floreana, gigantska kornjača Čarlsovog ostrva (izumrla)
    - † , gigantska kornjača Fernandinskog ostrva (izumrla)
    - , gigantska kornjača sa Santa Kruza, gigantska kornjača sa Indefatigablovog ostrva
    - , gigantska kornjača sa Izabela ostrva, gigantska kornjača sa Albemarlovog ostrva

  - † Chelonoidis sellovii gigantska kornjača južne kupe, pleistocen
  - † Chelonoidis sombrerensis Sombrero gigantska kornjača, kasni pleistocen
- 1830:5
  - , angulated kornjača, Južno Afrička bušprit kornjača
- † Cheirogaster Bergounioux}- 1935:78
  - †Cheirogaster gymnesica}- kasni pliocen do ranog pleistocena
  - †Cheirogaster schafferi}- pliocen do ranog pleistocena
- , 1835 
  - , Karu padloper, Karu patuljasta kornjača
  - , pegava padloper kornjača
  - , Nama padloper, Bergerova rtska kornjača
- † 1835:112[8] (all species extinct) following Austin and Arnold, 2001:[10]
  - , sinonim Cylindraspis borbonica, Reunion gigantska kornjača
  - , Mauricijuska giantska kornjača sedlastih leđa, ili Mauricijuska gigantska zasvođena kornjača
  - , zasvođena Rodrigešova giantska kornjača
  - , zasvođena Mauricijuska gigantska kornjača, ili Mauricijuska giantska kornjača ravne ljuske
  - , Rodrigešova giantska kornjača sedlastih leđa
- 1835:112[8]
  - † Geochelone burchardi Tenerife giant kornjača[11]
  - † Geochelone vulcanica Gran Kanarijska giantska kornjača[12]
  - , indijska zvezdana kornjača
  - , burmanska zvezdana kornjača
  - † Geochelone robusta malteška gigantska kornjača
- 1832:64[13]
  - , kornjača Mohave pustinje
  - , teksaška kornjača, Berlandierova kornjača
  - , Bolsonova kornjača
  - , kornjača Sonora pustinje, kornjača Morafka pustinje
  - , goferska kornjača
- 1834:357[14]
  - , obična padloper, kornjača papagajskog kljuna
  - , veliki padloper, velika patuljasta kornjača
- Indotestudo Lindholm,}- 1929
  - , izgužena kornjača, žutoglava kornjača
  - , Forstenska kornjača, istočno indijska kornjača
  - , travankorska kornjača
- - , kornjača kornjača pokretnih leđa
  - , šumska kornjača pokretnih leđa, reckasta kornjača pokretnih leđa
  - , Homova kornjača pokretnih leđa
  - , Lobatsova kornjača pokretnih leđa
  - , Natalova kornjača pokretnih leđa
  - , Spekeova kornjača pokretnih leđa
- 1929:285[15]
  -  palančinkasta kornjača
- 1854:133[16]
  - , azijska gigantska kornjača, smeđa kornjača (planinska kornjača)
  - , utisnuta kornjača
- † [17]
  - † Megalochelys atlas, Atlas kornjača, izumrla – pliocen do pleistocena
  - † Megalochelys cautleyi, Katlijeva gigantska kornjača
- 1835:113[8]
  - , geometrijska kornjača
  - , izreckana šatorksa kornjača, Kalahari šatorska kornjača
  - , afrička šatorska kornjača
- Pyxis Bell}- 1827:395[18]
  - , (madagaskarska) paučna kornjača
  - , paučna kornjača ravnih leđa
- 1873
  - , leopardska kornjača
- † Stylemys (izumro rod)
- - , ruska kornjača
- - , grčka kornjača
  - , Hermanova kornjača
  - , egipatska kornjača, uključujući Negevu kornjaču
  - , marginirana kornjača

## Galerija
- Mladunče Testudo marginata se pojavljuje iz jajeta
- Mladunče kornjače, mlađe od jednog dana
- Mlada (3,5 stara) afrička mamuzna kornjača,
- Mlada, dvadesetogodišnja tanzanijska leopardska kornjača hrani se na travi
- Aldabranska džinovska kornjača,
- 22 godine stara leopardska kornjača
- Afrička mamuzna kornjača iz Oklandskog zoološkog vrta
- Par afričkih mamuznih kornjača se pari u zoološkom vrtu
- Dečak jaše kornjaču u zoološkom vrtu

## Literatura
- Chambers, Paul (2004). A Sheltered Life: The Unexpected History of the Giant Tortoise. London: John Murray. ISBN 978-0-7195-6528-1.
- Ernst, C. H.; Barbour, R. W. (1989). Turtles of the World. Washington, DC: Smithsonian Institution Press. ISBN 978-0-87474-414-9.
- Gerlach, Justin (2004). Giant Tortoises of the Indian Ocean. Frankfurt: Chimiara.
- van, Antoinette C. der Kuyl; Donato L. Ph. Ballasina; Dekker, John T.; Jolanda Maas; Willemsen, Ronald E.; Jaap Goudsmit (februar 2002). „Phylogenetic Relationships among the Species of the Genus Testudo (Testudines: Testudinidae) Inferred from Mitochondrial 12S rRNA Gene Sequences”. Molecular Phylogenetics and Evolution. 22 (2): 174—183. Bibcode:2002MolPE..22..174V. ISSN 1055-7903. PMID 11820839. doi:10.1006/mpev.2001.1052.

## Spoljašnje veze
- Family Testudinidae (Tortoises), The Reptile Database
- Tortoise Protection Group, Tortoise conservation information
- Chelonia: Conservation and care of turtles.
- Live Tortoise Stream : Live Tortoise Stream